# Henri Lehmann
Henri Lehmann (eredeti teljes nevén Karl Rudolph Heinrich Lehmann) (Kiel, 1814. április 14. – Párizs,  1882. március 30.) francia neoklasszicista festő.

## Életpályája
Német származású volt, a francia állampolgárságot később kapta meg. Párizsban Ingres tanítványa volt. 1837–1838 között Münchenben élt, az után egy ideig Itáliában tartózkodott. 1837-ben Lajos Fülöp király megbízásából a versailles-i képtár számára megfestette az Erős Róbert halálát ábrázoló képet.

## Művei
- A halász (Goethe ilyen című költeménye nyomán, 1837, carcassonne-i múzeum);
- A forrás leányai, Mariuccia (1842);
- Prometheus (1851, Luxembourg-múzeum, Párizs);
- Sára megérkezése Tóbiás szüleihez (1866);
- Arcképek, pl. Marie d’Agoult arcképe (1843)

Akadémikus jellegük mellett is legjelentősebbek monumentális, dekoratív képei a Luxembourg-palota tróntermében, a párizsi igazságügyi palotában, a St. Merryi Szentlélek-kápolnában, a Krisztus ostorozását ábrázoló oltárkép a boulogne-i Szt. Miklós-templomban.

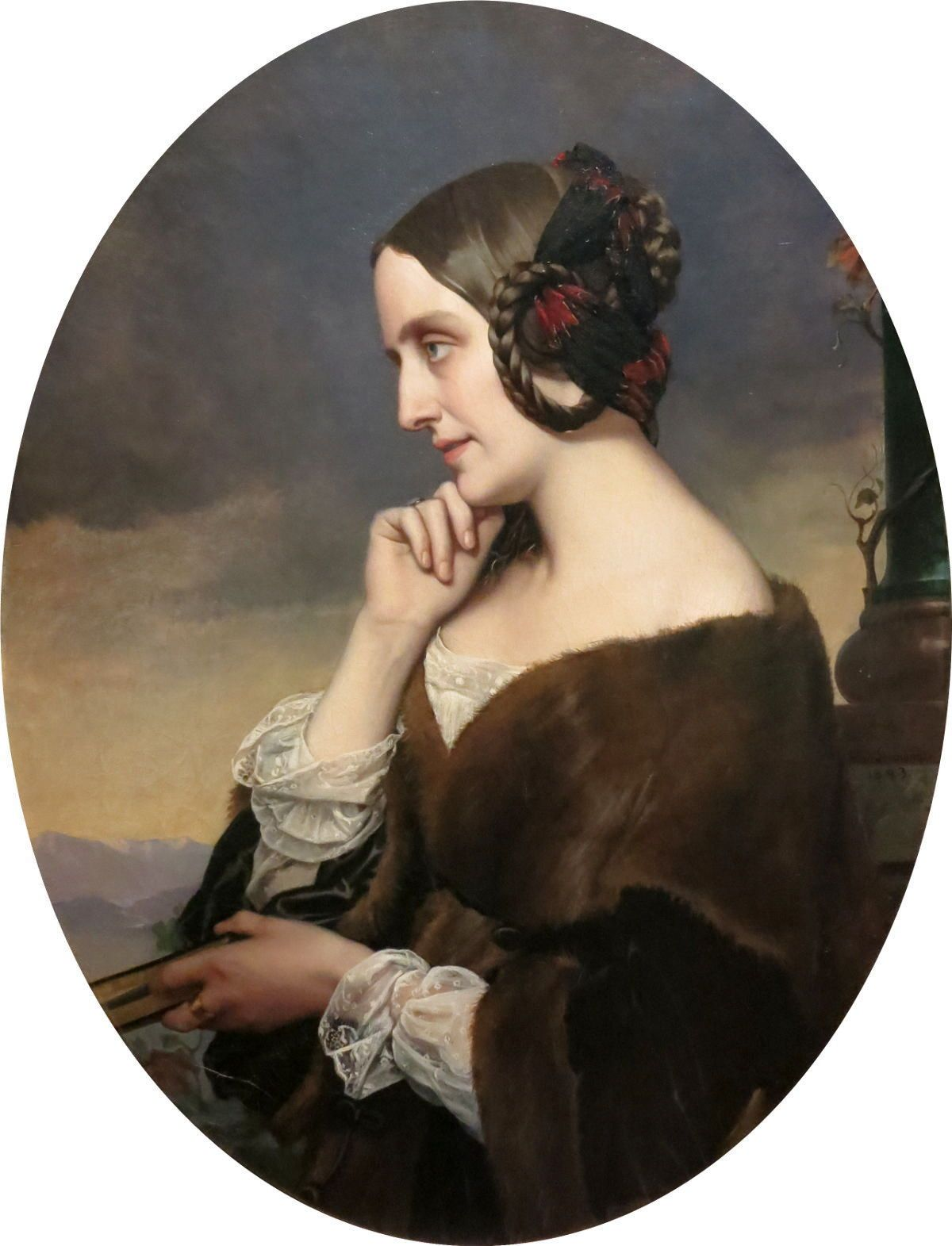
Marie d’Agoult (1843)
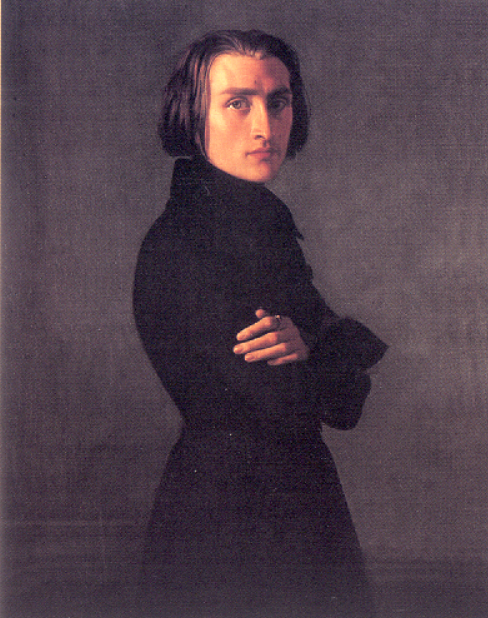
Liszt Ferenc (1839)